# Kloster Mar Elias

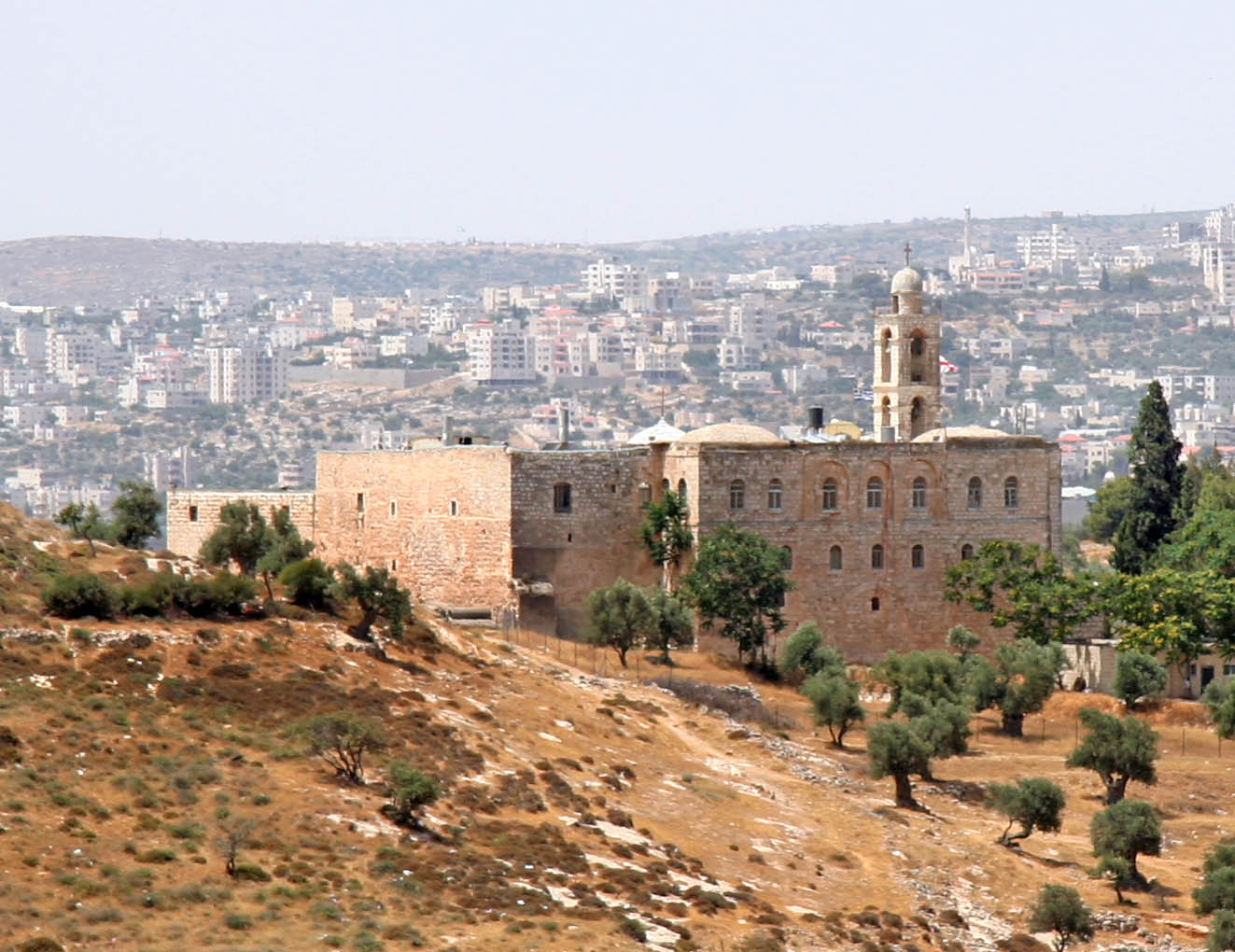
Kloster Mar Elias am Hang der Givʿat ha-Arbaʿah (2010)

Das Kloster Mar Elias (hebräisch מר אליאס, Heiliger Elias) ist ein griechisch-orthodoxes Kloster im Westjordanland. Es liegt am Hang der Givʿat ha-Arbaʿah (hebräisch גִּבְעַת הָאַרְבָּעָה; 718 Meter) des Judäischen Berglandes, an der Hauptstraße  von Jerusalem nach Bethlehem und wurde im 6. Jahrhundert gegründet. Es ist eines der ältesten durchgehend genutzten christlichen Klöster überhaupt.

## Geschichte
Das Kloster wurde wahrscheinlich im 6. Jahrhundert an der Stelle gegründet, an der der Prophet Elias im Alten Testament auf der Flucht vor Jezebel Rast eingelegt haben soll (1. Könige 19 ). In der Nähe des Klosters sollen die Weisen erneut den Stern von Betlehem (Mt 2,1.9 ) gesehen haben.
Nach einem Erdbeben ließ Kaiser Friedrich I. 1160 das zerstörte Kloster wieder aufbauen. Hier befinden sich auch die Gräber der Patriarchen Elias von Jerusalem († 516), und Elias von Jerusalem († 1345).

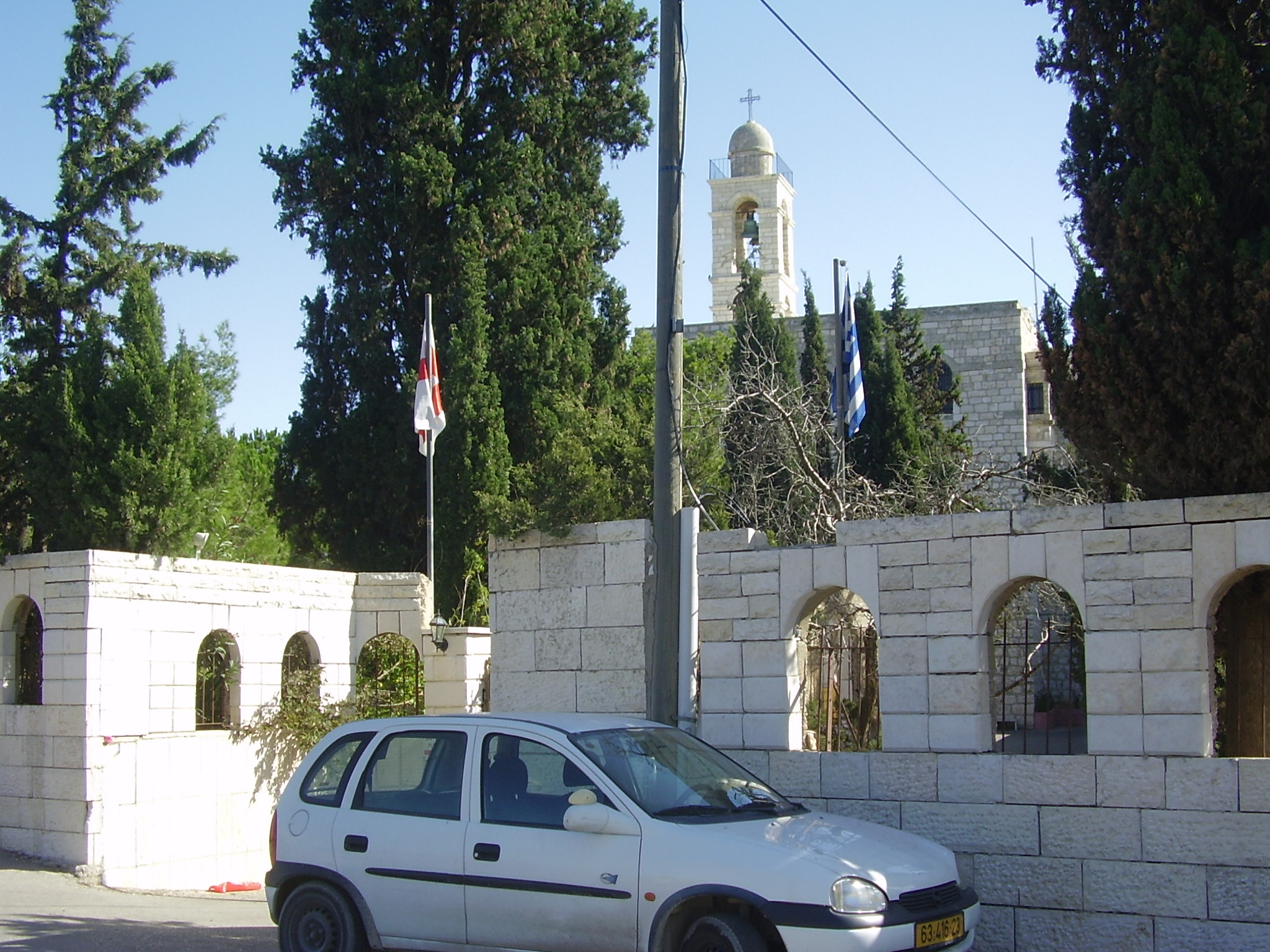
Kloster Mar Elias, von der Straßenseite

Während der Arabisch-Israelische Kriege seit 1948 war das Kloster zeitweise Stützpunkt arabischer, bzw. jordanischer Einheiten. Seit 1967 liegt es an der Grenze des palästinensischen Westjordanlands zu Israel. Neben dem Eigentumsrecht der griechisch-orthodoxen Kirche bestehen auch Nutzungsrechte anderer Konfessionen an der Klosterkirche. Dies führte gelegentlich zu Spannungen.

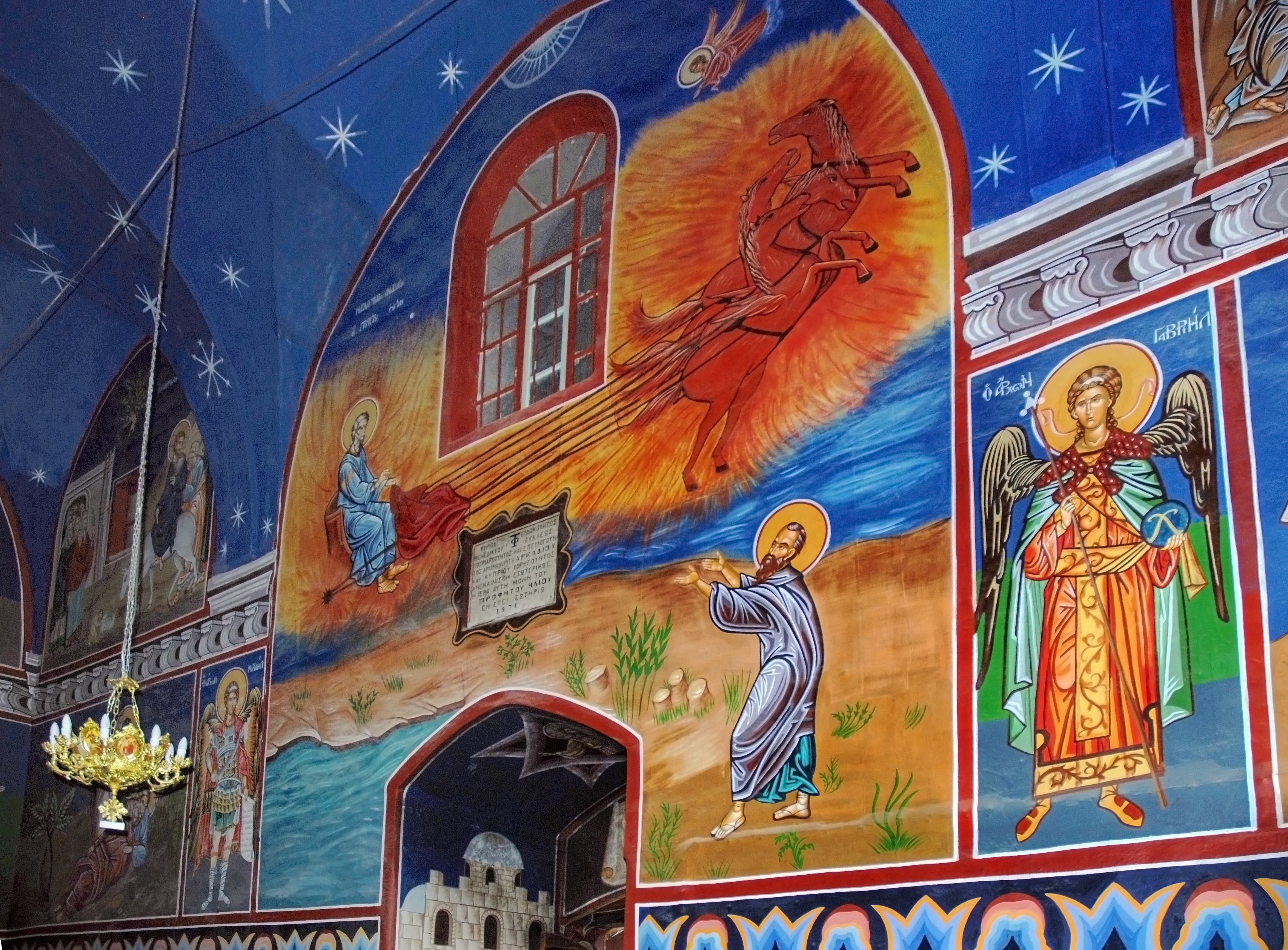
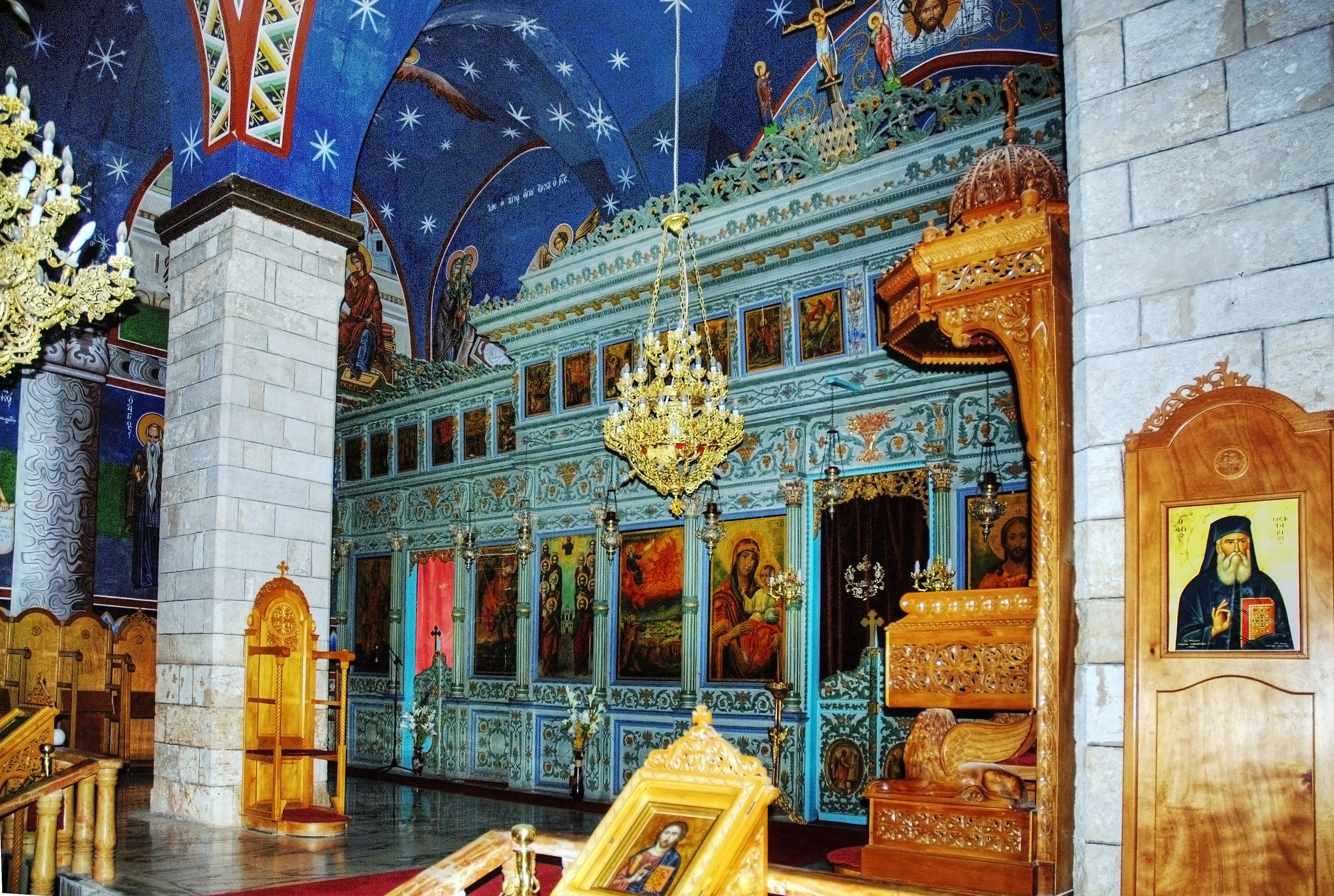
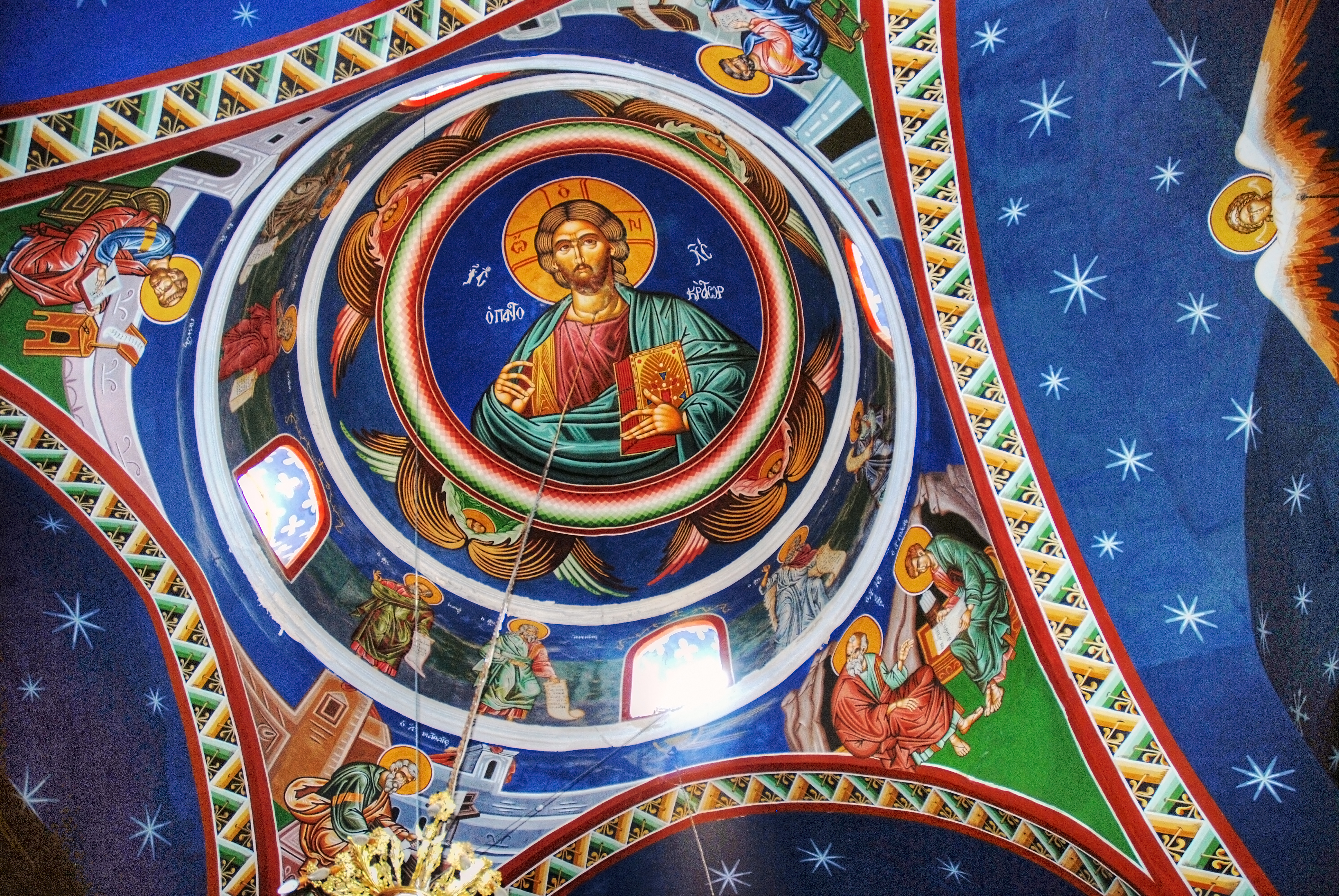
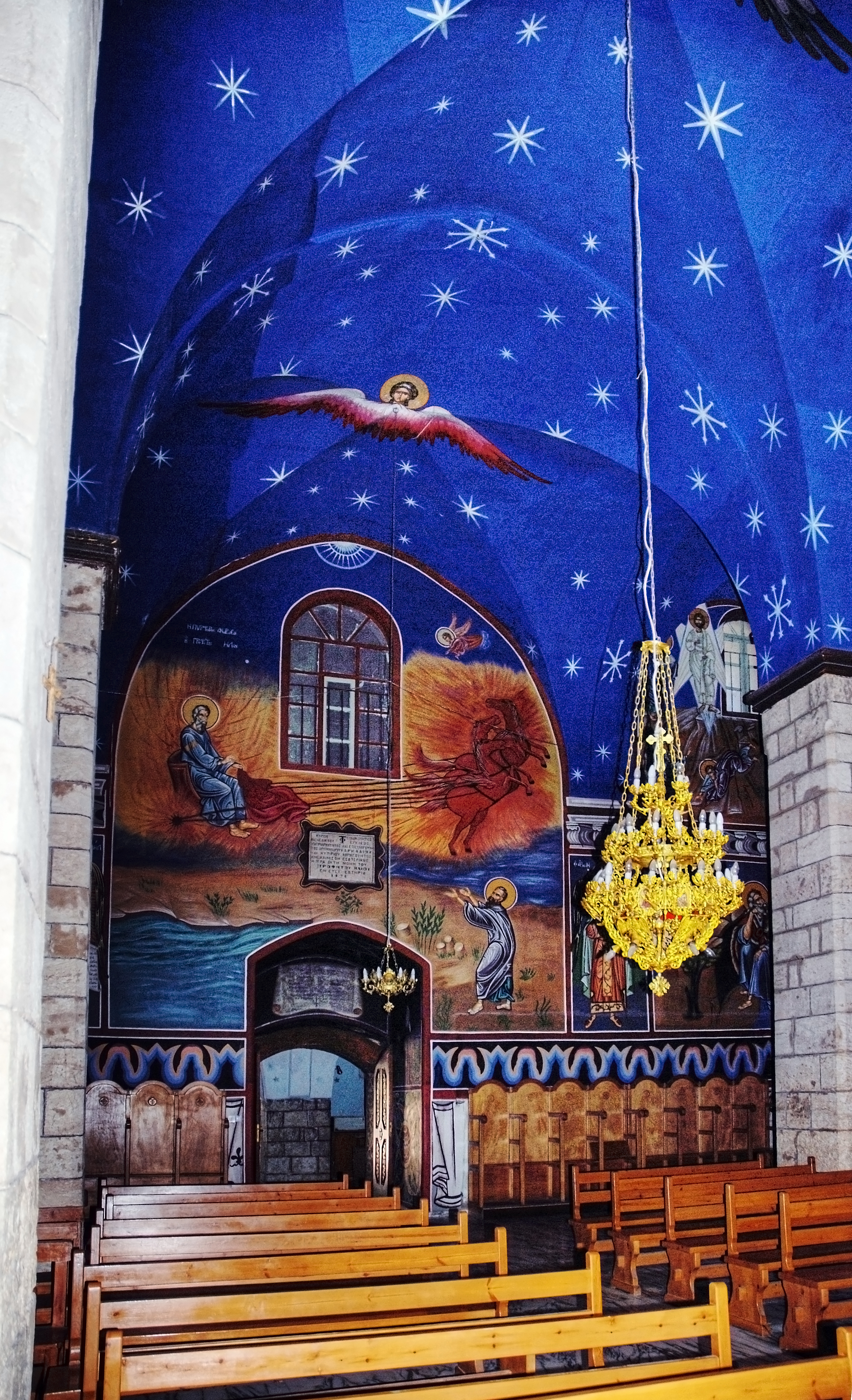